# Woxhall
Woxhall es un lugar designado por el censo ubicado en el condado de Montgomery en el estado estadounidense de Pensilvania. En el Censo de 2010 tenía una población de 1318 habitantes y una densidad poblacional de 206,61 personas por km².

## Geografía
Woxhall se encuentra ubicado en las coordenadas 40°18′38″N 75°27′8″O / 40.31056, -75.45222. Según la Oficina del Censo de los Estados Unidos, Woxhall tiene una superficie total de 6.38 km², de la cual 6.34 km² corresponden a tierra firme y (0.61%) 0.04 km² es agua.

## Demografía
Según el censo de 2010, había 1318 personas residiendo en Woxhall. La densidad de población era de 206,61 hab./km². De los 1318 habitantes, Woxhall estaba compuesto por el 95.9% blancos, el 1.29% eran afroamericanos, el 0.76% eran amerindios, el 0% eran asiáticos, el 0% eran isleños del Pacífico, el 0.61% eran de otras razas y el 1.44% pertenecían a dos o más razas. Del total de la población el 1.97% eran hispanos o latinos de cualquier raza.